# Katja Mayer
Katja Mayer (Augsburgo, RFA, 4 de enero de 1968) es una deportista alemana que compitió en triatlón. Ganó una medalla de plata en el Campeonato Europeo de Triatlón de Larga Distancia de 1997.

## Palmarés internacional
| Campeonato Europeo | Campeonato Europeo     | Campeonato Europeo | Campeonato Europeo |
| Año                | Lugar                  | Medalla            | Prueba             |
| ------------------ | ---------------------- | ------------------ | ------------------ |
| 1997               | Fredericia (Dinamarca) | Medalla de plata   | Individual         |